# Whitney Hedgepeth
Whitney Lynn Hedgepeth, po mężu Luther (ur. 19 marca 1971 w Charlottesville) – była amerykańska pływaczka specjalizująca się w stylu grzbietowym i stylu dowolnym, medalistka olimpijska (1996) i mistrzostw świata (1998). Zdobywczyni medali igrzysk panamerykańskich.